# Zvezda (canal de televisión)
Zvezda (en ruso: всероссийский государственный вещательный телеканал «Звезда», IPA: [zvʲɪˈzda] (listen), lit. 'La estrella') es una red de televisión nacional de propiedad estatal rusa dirigida por el Ministerio de Defensa. A partir de enero de 2008, el CEO de Zvezda era Grigory Krichevsky, anteriormente conocido por su trabajo en el canal NTV  de Vladimir Gusinsky a fines de la década de 1990. 

## Historia
En 1998, el Estudio Central de Radio y Televisión del Ministerio de Defensa de Rusia ganó la licitación para transmitir el canal. El 17 de julio de 2000, el canal Zvezda obtiene la licencia para transmitir. 
El 20 de febrero de 2005, comenzó a transmitir en el canal 57 UHF en Moscú. La característica del canal es mostrar programas sobre temas patrióticos: información y programas analíticos, así como películas rusas. El primer día de transmisión, emitió un documental sobre los bomberos, hasta el 16 de mayo de 2005, la transmisión se limitó a la noche. El 16 de mayo, el canal empezó a transmitir las 24 horas. En 2006, transmitió por primera vez en toda Rusia. La audiencia del canal en 2007 creció aún más, ya que se incluyó en el paquete de NTV +. Desde 2009 es un canal de estado federal. El 14 de diciembre de 2012, entró en el segundo múltiplex de televisión digital. En este caso, tenía solo una posición para la competencia. 
En marzo de 2015, Zvezda le ofreció un trabajo de presentación a Jeremy Clarkson menos de 24 horas después de que la BBC lo despidiera del programa automovilístico Top Gear.

## Controversias
"Zvezda" se describe a sí mismo como "patriótico" y es considerado uno de los canales de noticias más sensacionales y antioccidentales de Rusia. Tiene fama de publicar noticias sesgadas que favorecen al gobierno ruso. Ha publicado varios artículos de noticias falsas, sesgadas y controvertidas en el pasado, por ejemplo:
- Nueve monjas en un monasterio de Milano fueron violadas por refugiados
- La intención de Europa es reemplazar a la población de Ucrania con refugiados
- El régimen sin visa con la UE convertirá a Ucrania en una colonia gay de Occidente
- Ucrania está proporcionando armamento y armas químicas a los terroristas del Medio Oriente
- Las provocaciones militares finlandesas comenzaron la Guerra de Invierno
- Checoslovaquia debería estar agradecida por 1968.[4] Después de que esta publicación causó una gran controversia en la República Checa, Dmitry Medvedev se desautorizó del artículo, diciendo que no refleja la declaración oficial rusa expresada en 1993 o 2006[5]

Durante los debates preelectorales de 2008 en la televisión de Zvezda, Vladimir Zhirinovsky insultó al gerente de campaña de Andrei Bogdanov y ordenó a sus guardaespaldas que "se lo lleven y le disparen".